# Konvenční sexuální aktivita
Konvenční sexuální aktivita, slangově (z angličtiny) také vanilla sex, je označení pro sexuální chování, které daná kultura, subkultura či jednotlivec považuje za běžné a obvyklé (ať již heterosexuální nebo homosexuální). Představa, co tento pojem skrývá, se v závislosti na posuzovateli liší. Často se jako konvenční sex označuje takový sex, jehož součástí nejsou praktiky BDSM, fetišismu či kink sexu. 

## Výraz vanilla sex
Časopis British Medical Journal definuje vanilla sex jako slangový výraz homosexuálů pro sex, který nepřekračuje meze vzájemné masturbace, orálního a análního sexu. Pokud je v partnerském vztahu jeden z partnerů v sexu otevřenější a druhý naopak preferuje klasické, tradiční a konvenční sexuální aktivity, lze se setkat s výrazem vanilla partner pro partnera upřednostňujícího tradičnější aktivity.
Název vanilla sex vychází z vanilkové příchuti, která je používána jako základ při výrobě zmrzliny. Obdobně jako je vanilková zmrzlina základním a  nejjednodušším druhem zmrzliny bez jakýchkoli příchutí, je i vanilla sex základním/tradičním sexuálním chováním.